# Paraná (departamento)
Paraná é um departamento da Argentina, localizado na província de Entre Ríos.